# Martin Weinek

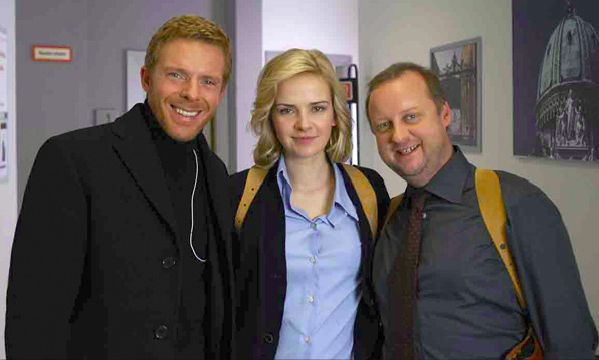
Martin Weinek (till höger) med Denise Zich och Kaspar Capparoni

Martin Weinek, född 11 juli 1964 i Leoben, Steiermark, är en österrikisk skådespelare. Han spelar rollen som Kunz i TV-serien Kommissarie Rex. Han tillverkar också vin i Österrike.
Weinek studerade drama mellan 1983 och 1986 hos professor Peter P. Jost. 1986 arbetade han först vid Theater Gruppe 80 i Wien och hade sin första mindre filmroll i Nachsaison, där han spelade en hisspojke.

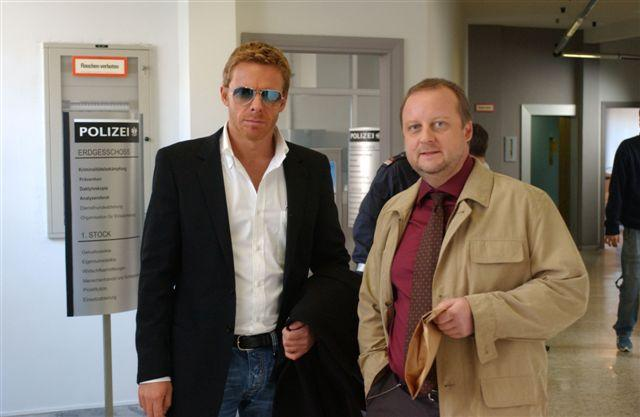
Martin Weinek (till höger) med Kaspar Capparoni till Wien

## Vinproduktion
1993 började Weinek och hans hustru Eva att odla vindruvor. De äger en vingård på cirka tre hektar i Hagensdorf i kommunen Heiligenbrunn i östra Österrike.

## Filmografi
- 1989 - Calafati Joe (TV-serie)
- 1999-2004, 2008- - Kommissarie Rex (TV-serie)
- 2004 - Silentium
- 2005 - Grenzverkehr
- 2006 - Unter weißen Segeln (Avsnitt Träume am Horizont)
- 2007 - Die Rosenheim-Cops (Avsnitt Liebe bis zum Ende)